# Muzeum makedonského boje
Muzeum makedonského boje (makedonsky Музеј на македонската борба) se nachází v hlavním městě Severní Makedonie, Skopje. Nachází se v samotném středu města, na pravém břehu řeky Vardaru, na adrese 11. mart, č. 1. Vzniklo v rámci projektu Skopje 2014, který si kladl za cíl modernizaci metropole a zřízení nových kulturních institucí. Nápadné je svojí historizující budovou obloženou dekorativním kamenem a kupolí ve svém středu, kterou navrhl architekt Zoran Jordanovski.
Muzeum bylo budováno v období let 2008 až 2011, při příležitosti dvacátého výročí vyhlášení nezávislosti Severní Mkedonie. Ředitelkou muzea je Daniela Nikolova. Ve svých expozicích se muzeum zabývá dějinami makedonského národa v období od nadvlády osmanské nadvlády až po vyhlášení nezávislosti v roce 1991. Nachází se zde třináct expozicí, významné postavy makedonských dějin jsou zde zobrazeny jako voskové figuríny. Vzhledem k početnosti způsobů interpretace makedonských dějin bylo muzeum kritizováno (i v samotné vlasti) z překrucování dějin, např. politickou stranou SDSM.